# Верхи (платформа)
Верхи́ (бел. Вярхi) — остановочный пункт электропоездов в Осиповичском районе (Могилёвская область, Беларусь).
Расположен в 93 километрах от Минска (станции Минск-Пассажирский) между станциями Талька и Верейцы (юго-восточное направление железнодорожной линии). 
Примерное время в пути со всеми остановками от ст. Минск-Пассажирский — 1 ч. 45 мин.; от ст. Осиповичи I — 18 мин.
Территория остановочного пункта почти полностью окружена лесным массивом. Ближайшие населённые пункты — деревни Верхи и Цель — расположены на расстоянии приблизительно 3,5 км в сторону юго-востока и северо-востока соответственно.
Хотя на остановочном пункте имеется небольшое здание для ожидания пассажирами поездов, билетная касса отсутствует; билет на проезд можно оплатить у кассиров непосредственно в вагоне (поезда на данном участке сопровождаются кассирами) или приобрести онлайн. Кроме того, вероятно, в связи с малым пассажиропотоком достаточно значительная часть проезжающих электропоездов согласно действующему расписанию не останавливается на платформе.